# Dolores Fonzi
Dolores Fonzi (Buenos Aires, 19 de julho de 1978) é uma atriz argentina. Ela ficou conhecida por seu papel no filme A Aura.

## Biografia
Nascida em 19 de julho de 1978, Dolores María Fonzi é a irmã mais velha da família Fonzi. Ela começou a trabalhar como modelo em muitas agências e foi o rosto de muitas imagens. Em 1998, começou oficialmente sua carreira de atriz em Verano del 98 (1998), como Clara Vázquez, ao lado de seu irmão Tomás Fonzi, que era Benjamín Vázquez na série, e seu irmão também na ficção. Em 1999, deixou "Verano del 98" para ser parte do elenco principal do filme de Marcelo Piñeyro Plata quemada (2000).
Dolores começou a namorar Gael García Bernal, depois de se conhecerem no set do filme de 2001 dirigido por Fito Paez, Vidas Privadas. Em 8 de janeiro de 2009, seu primeiro filho, Lázaro, nasceu em Madri, Espanha. Sua filha, Libertad, nasceu em 4 de abril de 2011 em Buenos Aires, na Argentina. Eles se separaram em 2014.
Fonzi ficou em primeiro lugar entre as 10 atrizes mais bem pagas de 2017 segundo a People With Money, com $75 milhões calculados em rendimentos combinados. A atriz argentina tem um patrimônio líquido estimado em $215 milhões.